# Célestin Delmer
Henri Célestin Delmer (Villejuif, 15 de febrer de 1907 - Saint-Maur-des-Fossés, 2 de març de 1996) fou un futbolista francès de la dècada de 1930.
Fou 11 cops internacional amb la selecció francesa de futbol, amb la qual disputà la Copa del Món de futbol de 1930 i 1934. Pel que fa a clubs, destacà com a jugador dels clubs Amiens AC, Excelsior AC Roubaix i Red Star FC 93.